# Крестьянское восстание в Румынии 1907 года

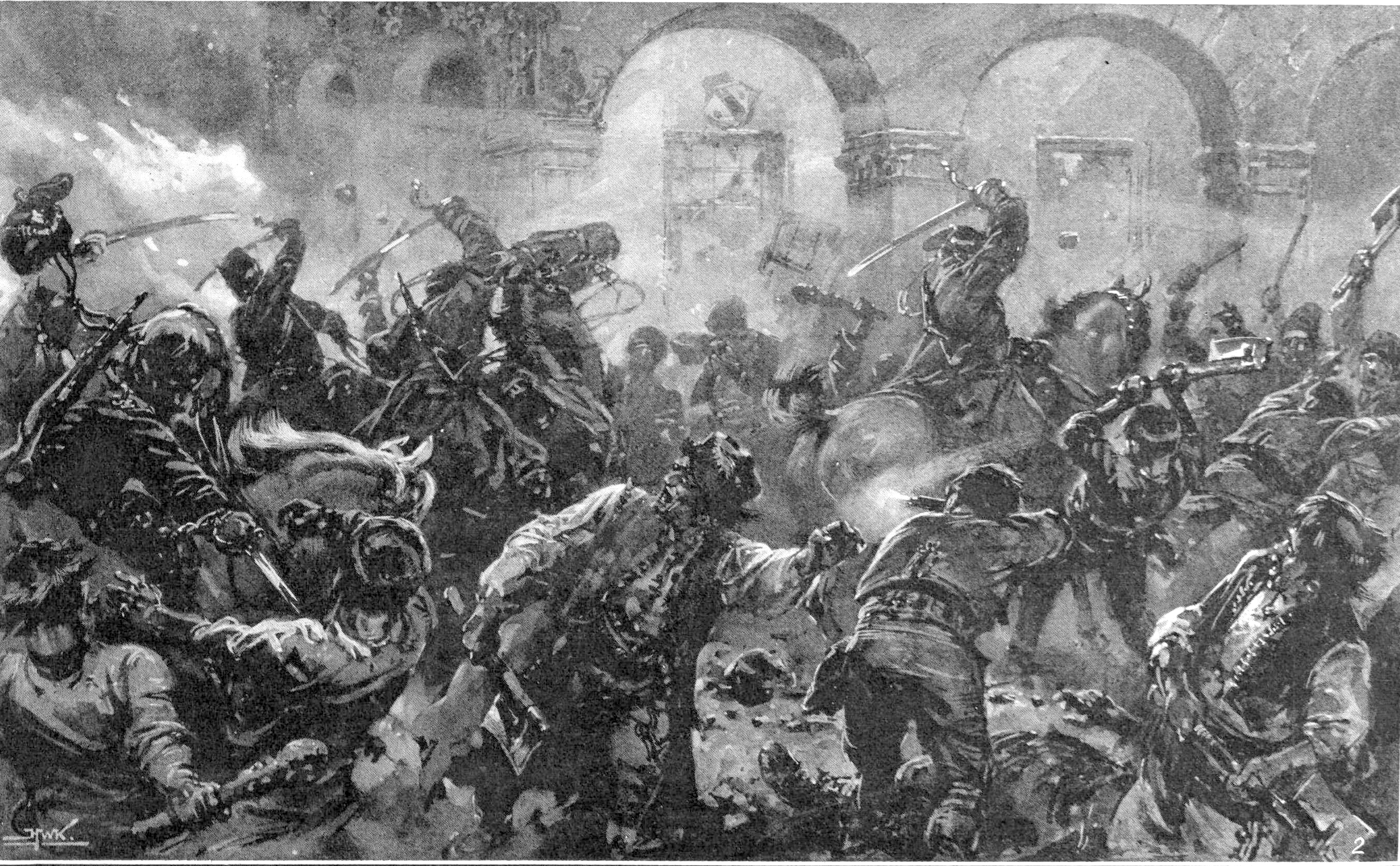
Кавалерийский патруль набрасывается с саблями на повстанцев в Комэнешти. Иллюстрация с титульной страницы The Illustrated London News, 6 апреля 1907 года.

Крестья́нское восста́ние в Румы́нии 1907 года (рум. Răscoala ţărănească din 1907), одно из крупнейших выступлений крестьянства в Европе Нового времени, было связано с крайне неравномерным распределением земли в стране (подавляющая её часть находилась в руках немногих землевладельцев).

## Начало
Восстание началось 8 февраля (21 февраля по новому стилю) 1907 года в селе Флэмынзи (рум. Flămânzi). Поводом к восстанию послужил отказ местного помещика снизить арендную плату. В феврале восставшие крестьяне Молдовы повсеместно начали грабить и жечь помещичьи усадьбы, требуя уже не только снижения арендной платы, но и раздела помещичьих земель. Началась организация повстанческих отрядов. Восстание сопровождалось еврейскими погромами, что было связано с еврейским происхождением многих арендаторов Молдовы (хотя в том уезде Молдовы, где началось восстание, и в Валахии, куда оно вскоре перекинулось, процент евреев среди арендаторов был крайне незначителен). 5 марта 1907 года в город Ботошани ворвались толпы восставших крестьян, вооруженных косами, вилами и топорами. После уличных боёв с правительственными войсками повстанцы были выбиты из города.

## Осада городов
К 10 марта 1907 года крестьянское восстание охватило все уезды Молдовы. Король Кароль I объявил чрезвычайное положение. Тысячи повстанцев окружили Яссы, но гарнизону удалось отбить их натиск. В Галаце у здания городского управления эскадрон гусар расстрелял толпу крестьян и рабочих. Колонны повстанцев двинулись на Бухарест, отмечая свой путь пожарами помещичьих усадеб.

## Подавление
12 марта 1907 года в Бухаресте столичный гарнизон пулемётным огнём отразил попытку 4 тыс. восставших крестьян, совершивших поход из Валахии, ворваться в город. «По восставшим открыли огонь из пулемётов. После первых же выстрелов сотни крестьян пали мёртвыми и ранеными, остальные в ужасе бросились бежать по направлению к ближайшему лесу. Раздался залп из пушек по скрывшимся в лесу. Из огромной колонны восставших едва две сотни спаслись… после этой жуткой бойни». До конца марта 1907 года румынская армия жестоко подавила крестьянское восстание в Молдавии. Было уничтожено до 11 тыс. повстанцев.

## Результаты
Летом — осенью 1907 года, после подавления восстания, правительство передало крестьянам приблизительно 4 миллиона гектаров земли (в наделах от 1 до 61 гектара), крупные землевладельцы сохранили в своих руках приблизительно 3 миллиона гектаров земли.
Восстание произвело сильное впечатление на румынскую интеллигенцию, оно является темой многих художественных произведений, созданных в межвоенный период, в социалистической и современной Румынии. Например, эта тема отражена в серии из 12 картин живописца Октава Бэнчиле.